# 芒德鎮區 (伊利諾伊州埃芬漢縣)
芒德鎮區（英語：Mound Township）是位於美國伊利諾伊州埃芬漢縣的一個行政鎮區。

## 地方資料
根據2010年美國人口普查的數據，芒德鎮區的面積為95.83平方千米，當中陸地面積為95.80平方千米，而水域面積為0.03平方千米。當地共有人口3611人，而人口密度為每平方千米37.68人。